# РПГ-28
РПГ-28 «Журавлина» (рос. РПГ-28 «Клюква», індекс ГРАУ — 7П47) — російська реактивна протитанкова граната, розроблена НВО «Базальт».

## Історія створення
Вперше гранату представило на міжнародній виставці IDEX 2007 року підприємств "Державне науково-виробниче підприємство «Базальт» як сучасну протитанкову зброю. Вона розроблялася для знищення танків, що мають динамічну та композитну броню.

## Опис
Ця зброя була представлена в 2007 році, а прийнята на озброєння Російської армії в 2011 році. Вона посідає 2-ге місце за потужністю після РПГ-30 серії РПГ.
РПГ-28 має більший діаметр ніж попередня модель РПГ-27. Її можна використати лише один раз. Пускова установка являє собою просту гладкоствольну алюмінієву трубу, зовні покриту скловолокном. Ракета оснащена твердопаливним двигуном. Після запуску ракети порожню трубу викидають, оскільки її не можна перезарядити.
125-мм ракета має кумулятивний снаряд. РПГ-28 ефективна проти найбільш важкоброньованих танків, таких як M1 «Абрамс» та Челленджер 2. Вона також ефективна для руйнування будівель, бункерів і польових укріплень, оскільки пробиває 2500 мм залізобетону і 3000 мм цегли.
Зброю можна підготувати до стрільби менш ніж за 10 с. РПГ-28 має зону зворотної вибухової хвилі не менше 30 м. Це є її серйозним недоліком, оскільки ставить під загрозу персонал, який перебуває поблизу.
Виробництво РПГ-28 значно дешевше, ніж протитанкових керованих ракет. Однак найістотнішим недоліком цієї зброї є її розмір і вага. РПГ-28 важить 13,5 кг і має довжину 1,2 м. Це вага трьох середніх автоматів із повністю зарядженими магазинами, при цьому її доводиться носити на додаток до стандартної зброї солдата.